# NGC 5755
NGC 5755 (другие обозначения — UGC 9507, MCG 7-30-63, ZWG 220.53, ARP 297, PGC 52690) — галактика в созвездии Волопас.
Этот объект входит в число перечисленных в оригинальной редакции «Нового общего каталога».